# 藤本寿徳
藤本 寿徳（ふじもと かずのり、1967年 - ）は、日本の建築家。事務所は広島県福山市にある。

## 略歴
- 1991年　早稲田大学理工学部建築学科卒業
- 1991年 - 93年　安藤忠雄建築研究所勤務
- 1994年 - 98年　NASCA（古谷誠章+八木佐千子）勤務
- 1998年　藤本寿徳建築設計事務所設立

## 主な作品
- 2000年　笠岡の家（新建築住宅特集2000/11）
- 2001年　北大路の家（新建築住宅特集2002/04）
- 2003年　弥高山の家（新建築住宅特集2012/12、日本建築学会作品選集2005）
- 2003年　近田の家（新建築住宅特集2004/10、日本建築学会作品選集2006）
- 2004年　横尾の家（日本建築学会作品選集2007）
- 2005年　辺名地の家（グッドデザイン賞）
- 2006年　八軒屋の家（日本建築学会作品選集2008）
- 2007年　三原の家（新建築住宅特集2008/07）
- 2008年　井原の家（新建築住宅特集2012/04）
- 2009年　須波の家（新建築住宅特集2011/06、日本建築学会作品選集2012）
- 2010年　田尻の家（新建築住宅特集2014/01）
- 2010年　那須の家（新建築住宅特集2015/11）
- 2012年　田尻の家2（新建築住宅特集2014/10）
- 2016年　安芸津の家（新建築住宅特集2017/01）
- 2019年　阿品の家（新建築住宅特集2019/11）
- 2019年　芦屋の家（新建築住宅特集2020/01）
- 2020年　向洋の家（新建築住宅特集2021/03）

## ギャラリー

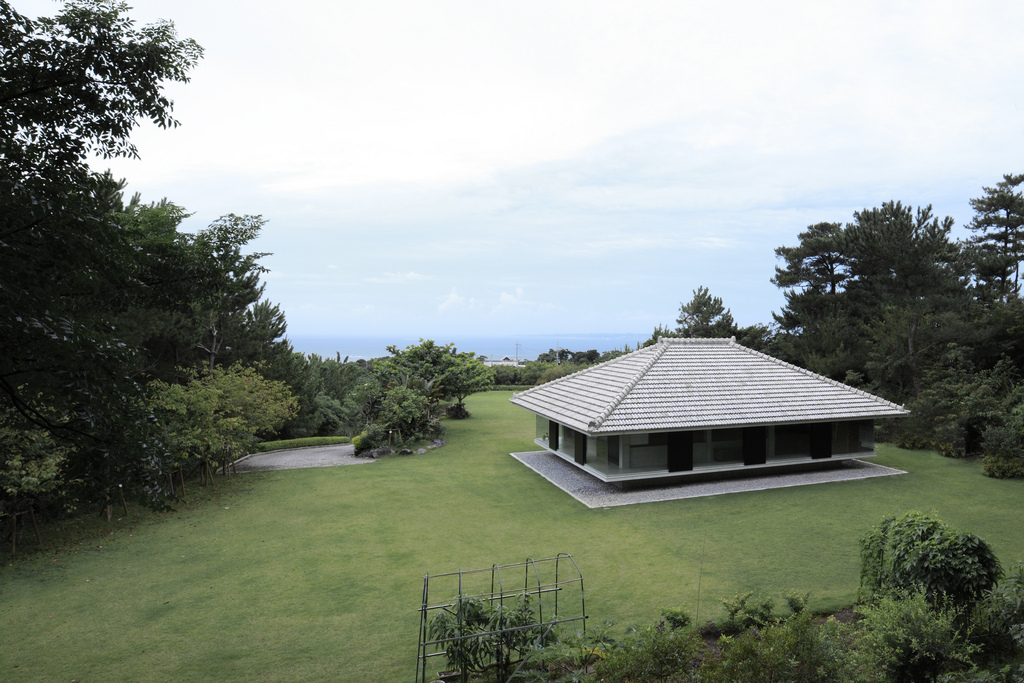
辺名地の家
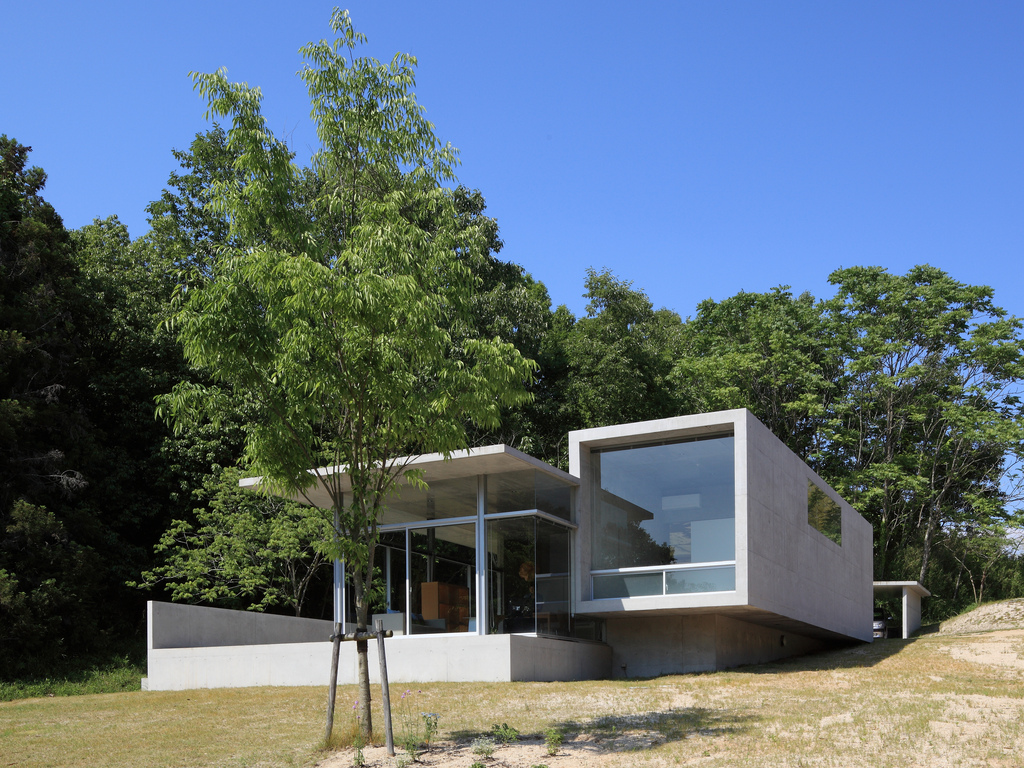
井原の家
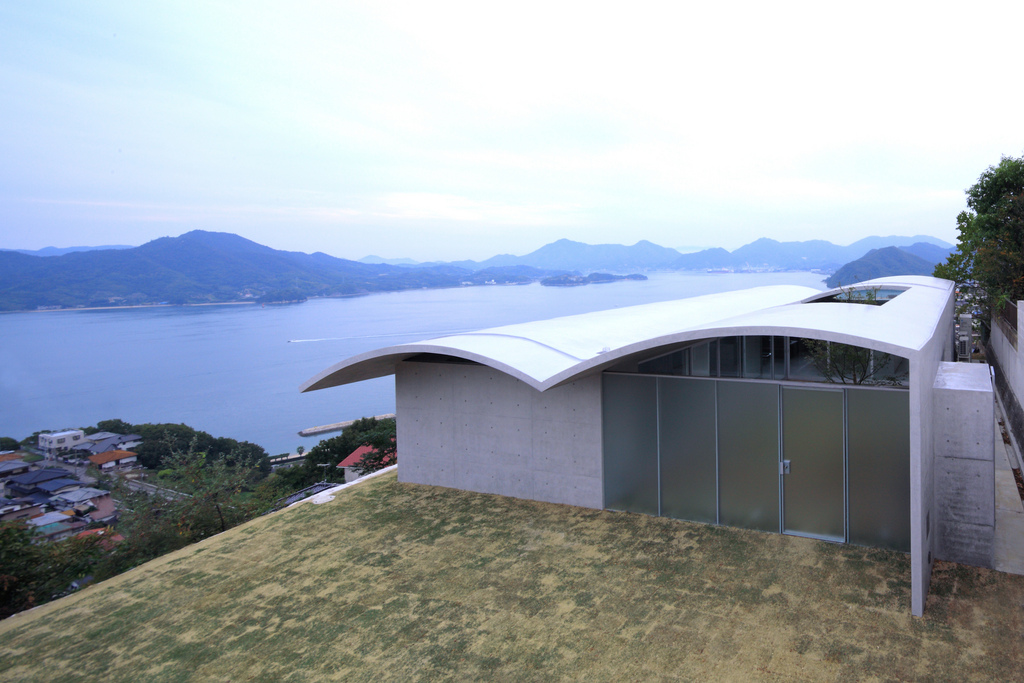
須波の家
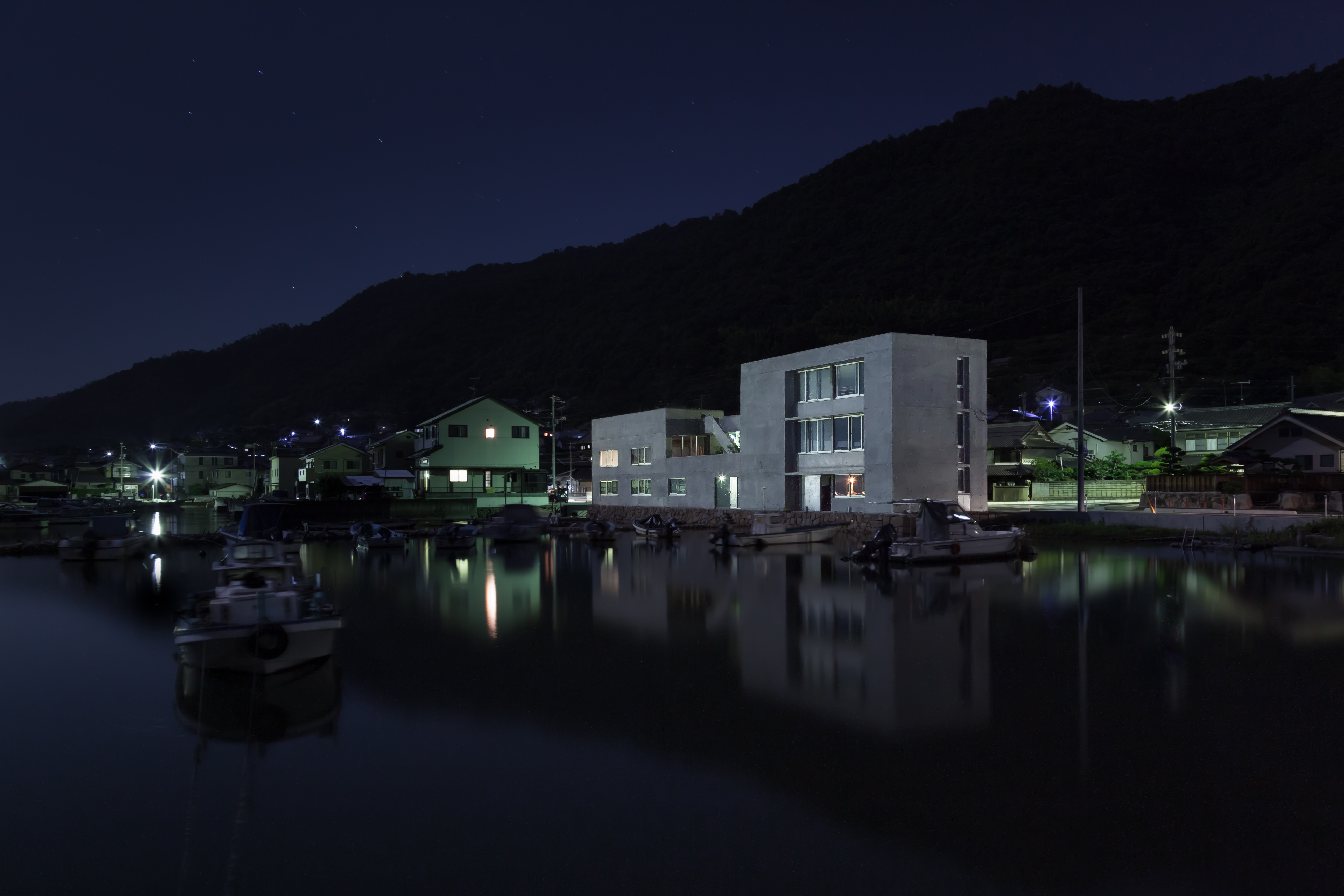
田尻の家
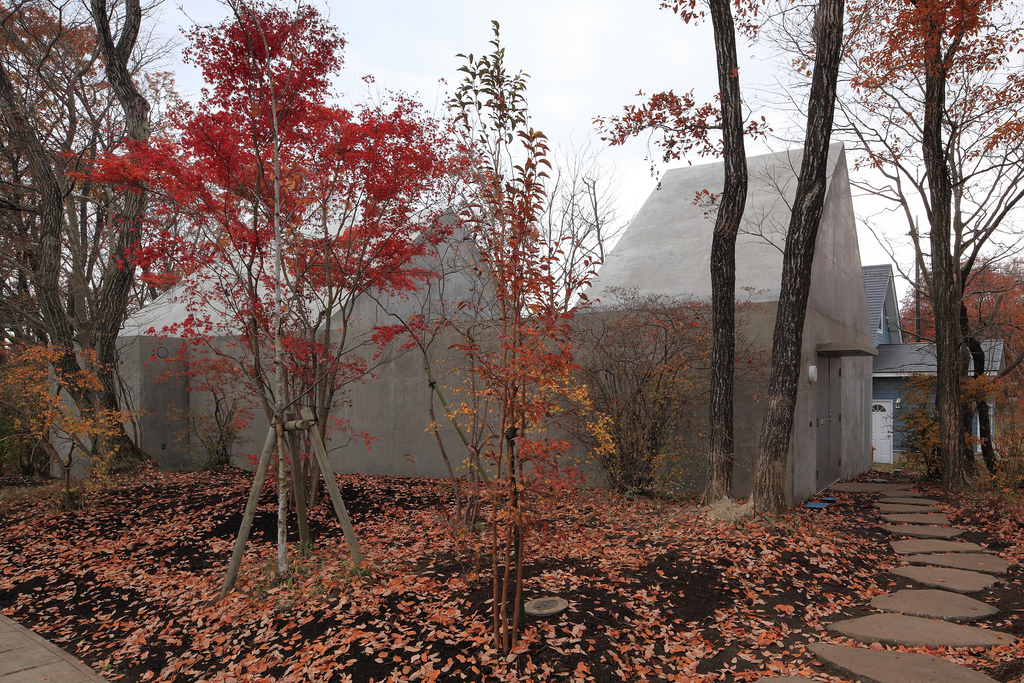
那須の家
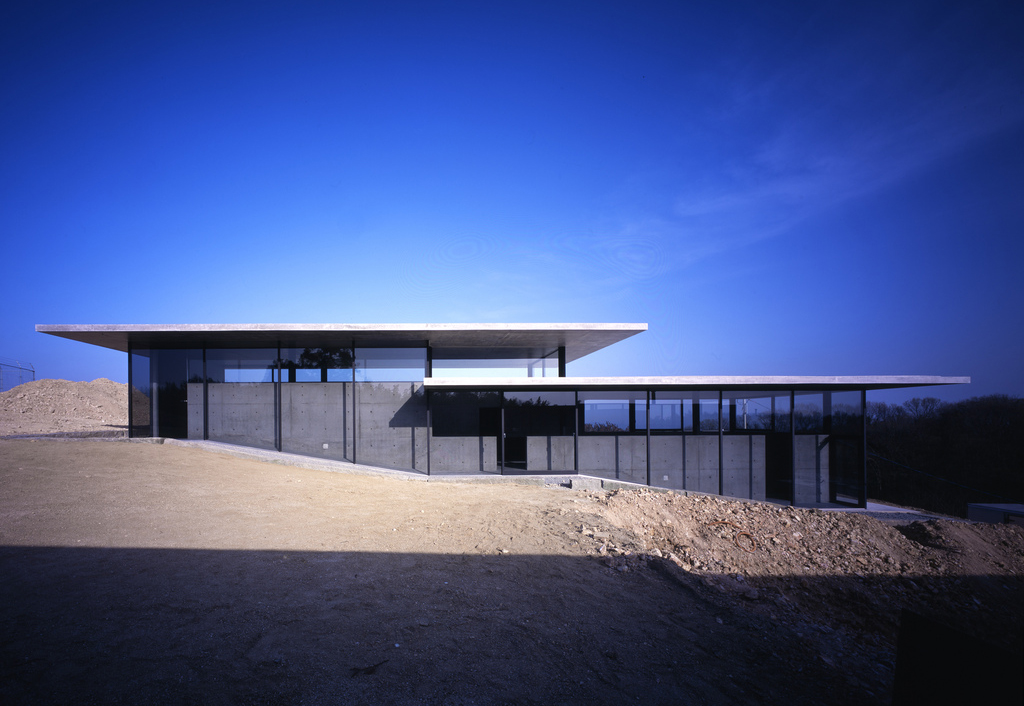
弥高山の家
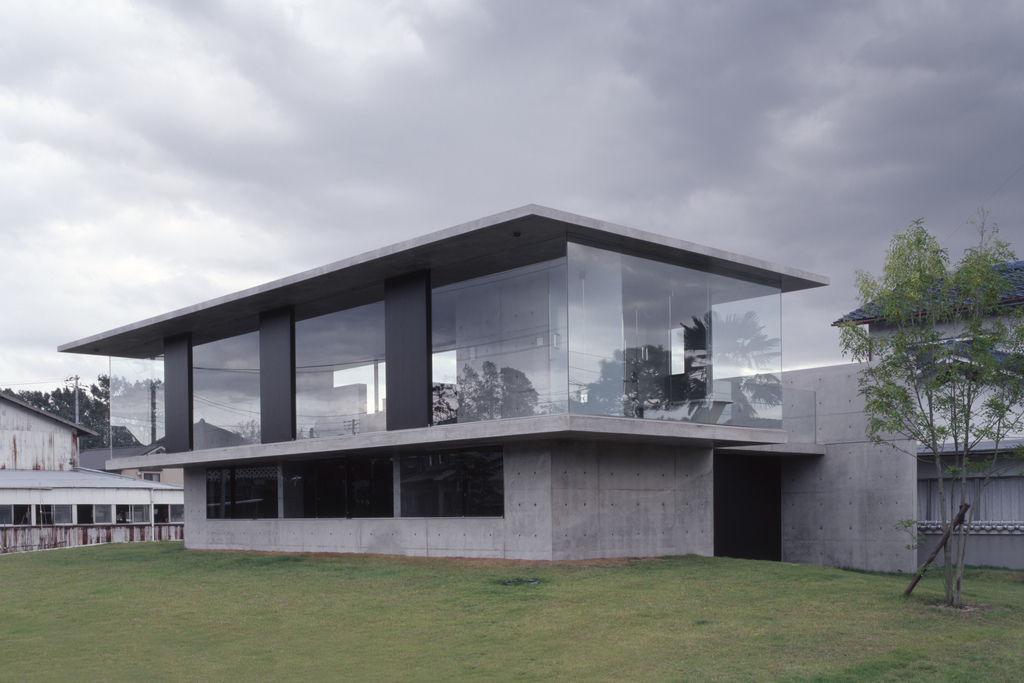
近田の家
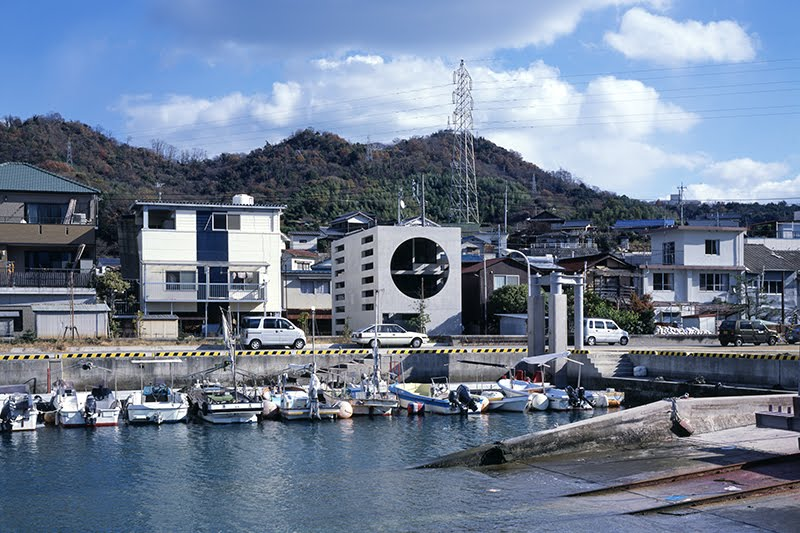
因島の家
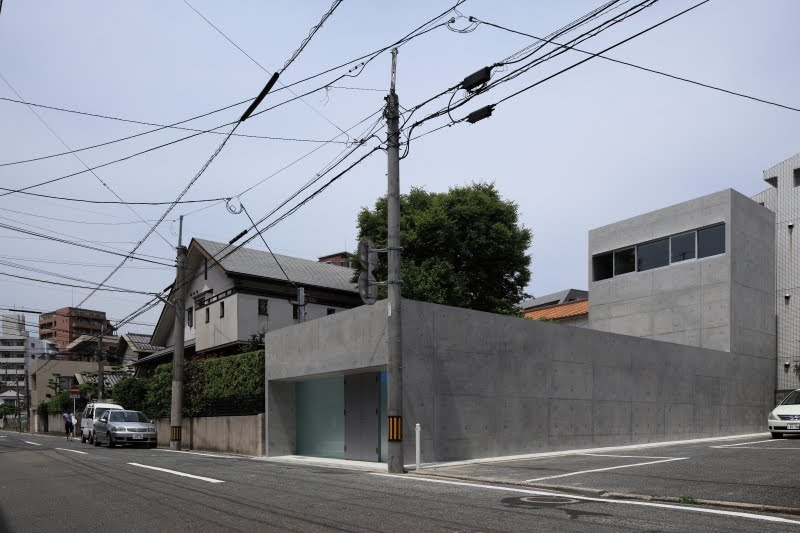
六本松の家
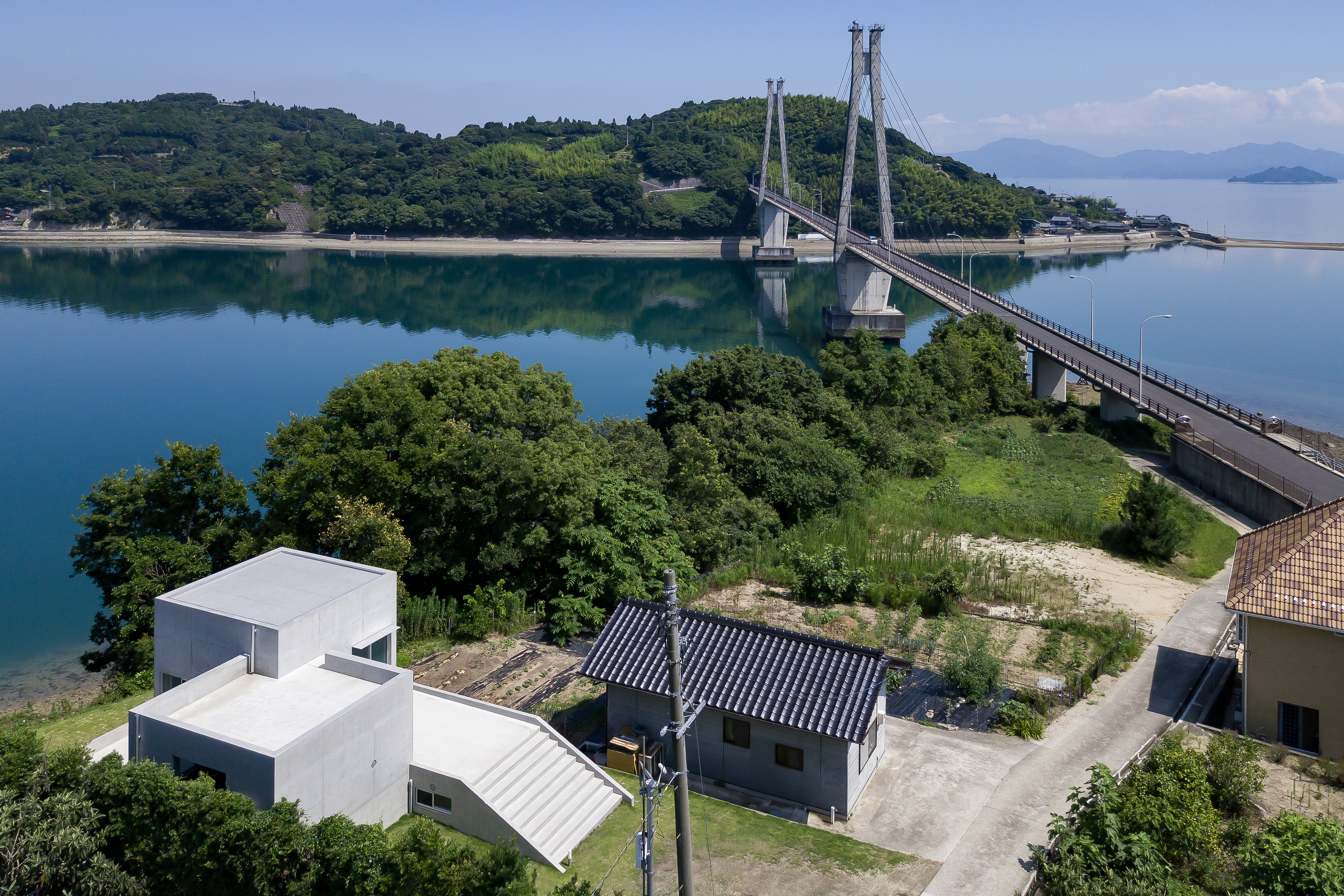
安芸津の家
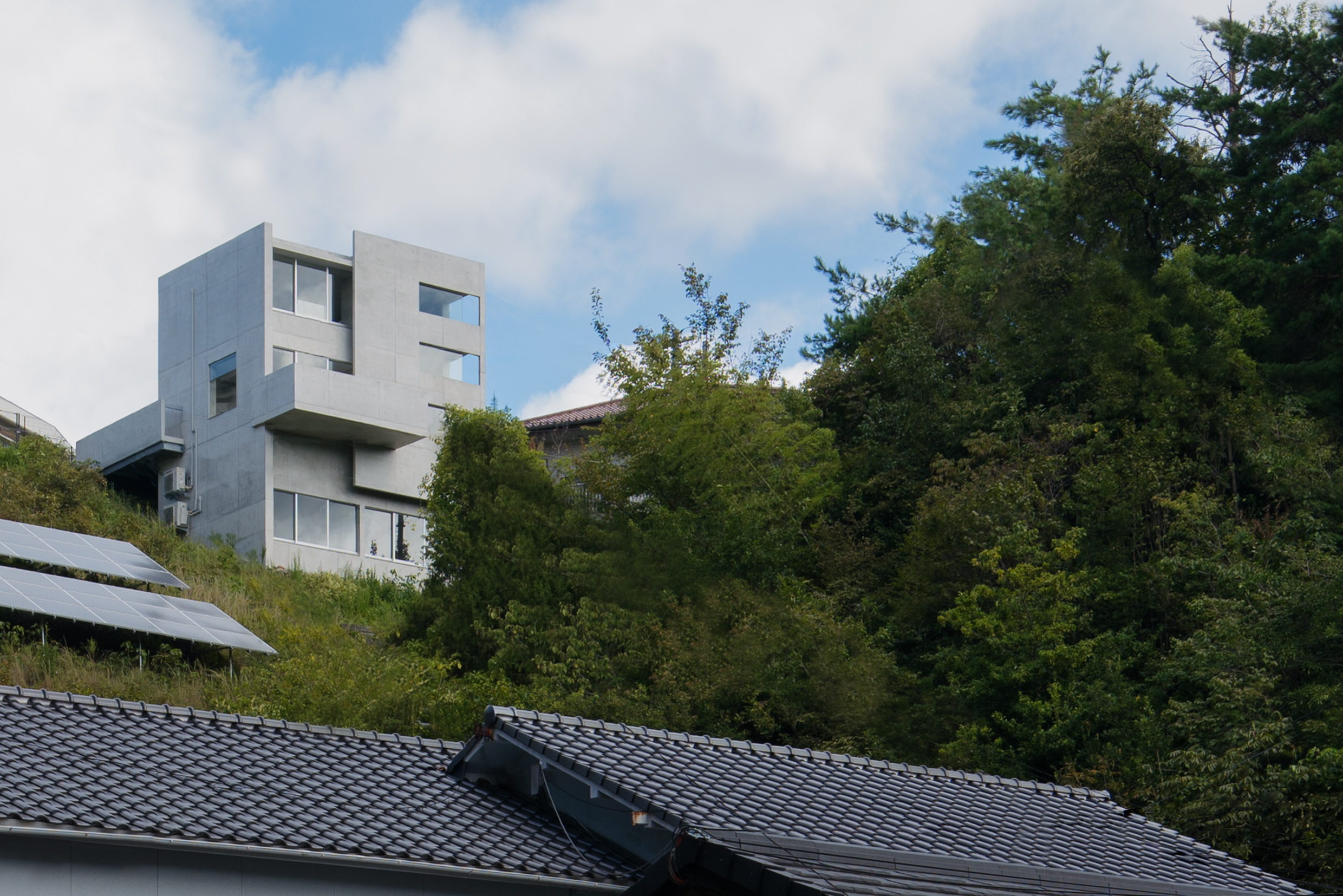
阿品の家
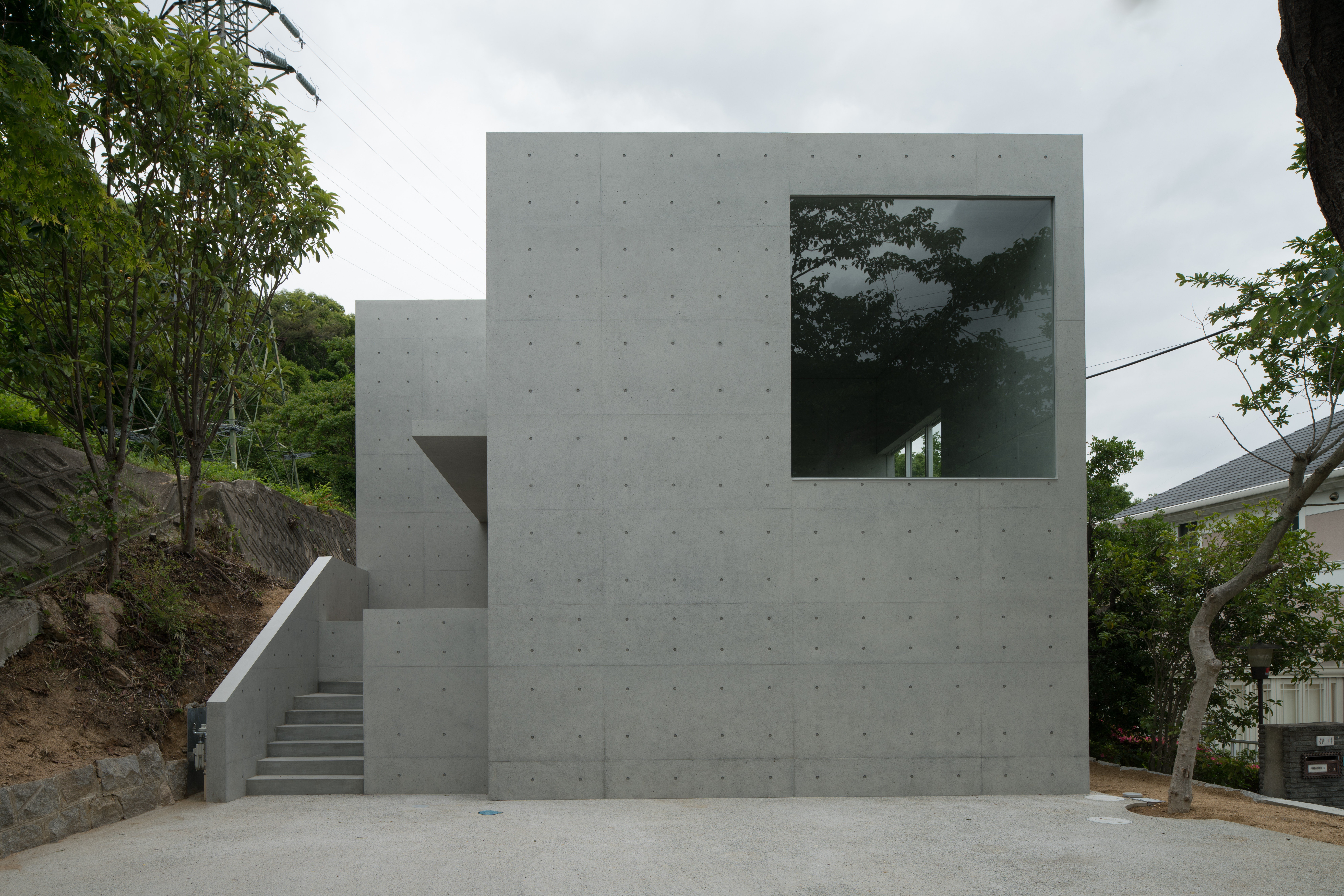
芦屋の家
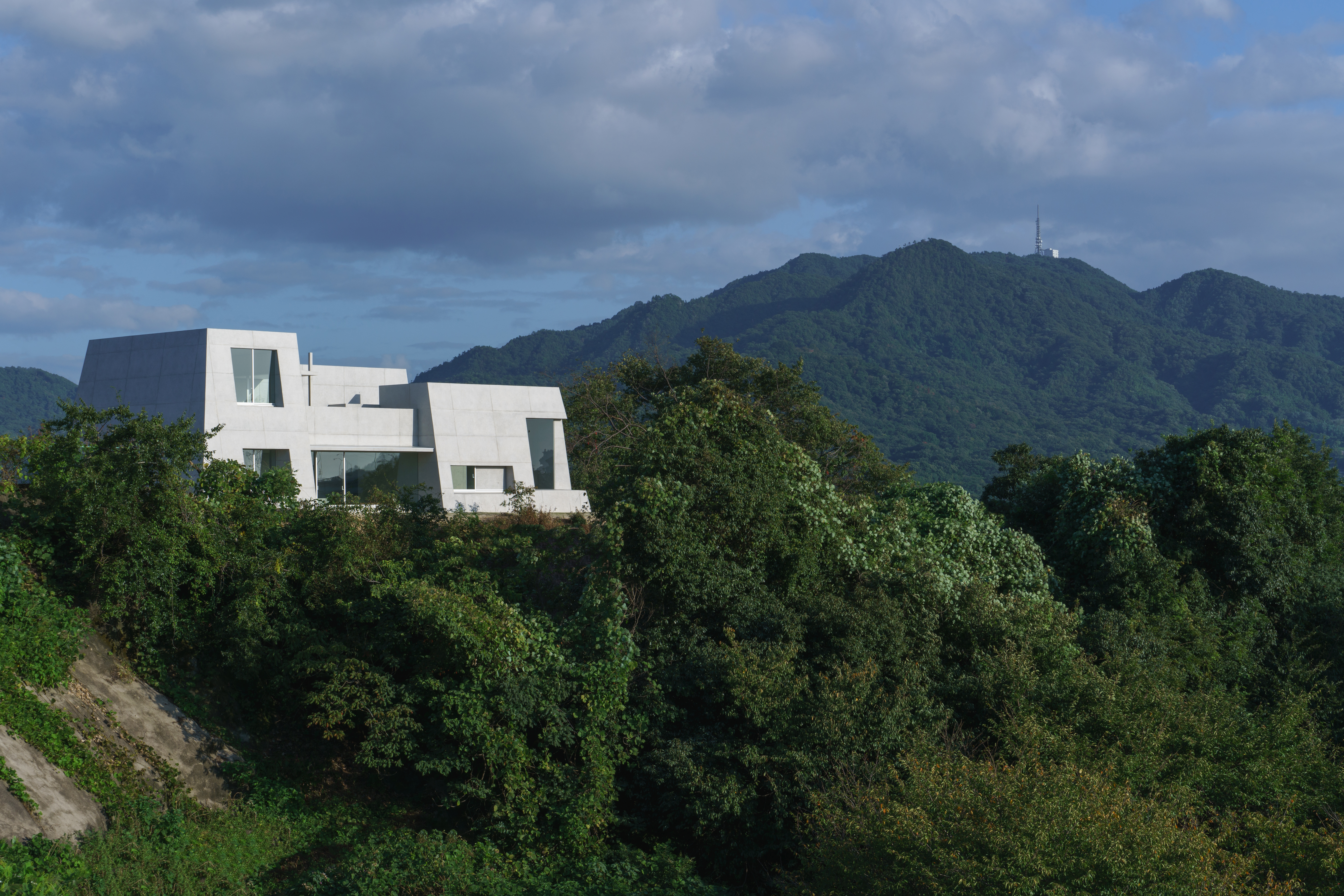
向洋の家
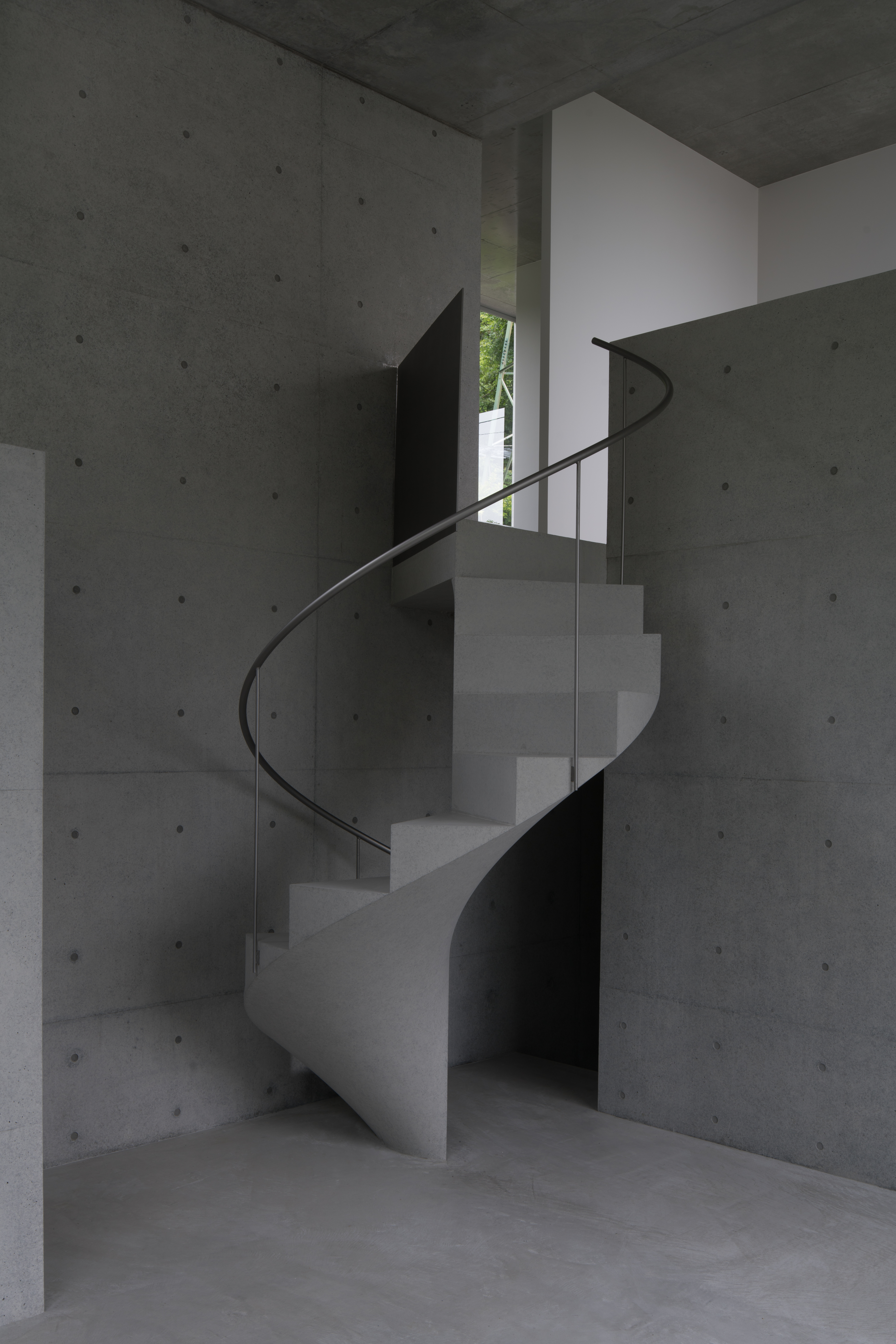
コンクリート螺旋階段

## 主な受賞
- 2005年　日本建築学会作品選集2005
- 2005年　日本建築家協会優秀建築選2005
- 2005年　第2回中国建築文化賞
- 2006年　日本建築学会作品選集2006
- 2006年　第5回ひろしま建築文化賞優秀賞
- 2006年　H18日事連建築賞優秀賞
- 2006年　日本建築家協会優秀建築選2006
- 2006年　グッドデザイン賞
- 2007年　日本建築学会作品選集2007
- 2007年　静岡県住まいの文化賞優秀賞
- 2007年　第1回建築九州賞佳作
- 2008年　日本建築学会作品選集2008
- 2008年　第12回電化住宅建築作品コンテスト審査委員特別賞
- 2009年　第6回ひろしま建築文化賞優秀賞
- 2010年　第2回JIA中国建築大賞2010優秀賞
- 2012年　日本建築学会作品選集2012
- 2012年　第7回ひろしま建築文化賞優秀賞

## 展覧会
- 2006年-アートネットワーク・藤本寿徳建築展（ふくやま美術館）

## 著書
- 作品集　 Arianuova 8「Aesthetics for living Kazunori Fujimoto」Libria（イタリア）[2] ISBN 9788896067413
- 作品集　 En Blanco 22「Kazunori Fujimoto」TC cuadernos（スペイン））[3] ISBN  9781940743806